# Maria Antonietta Avanzo
Maria Antonietta Avanzo (Contarina, 5 febbraio 1889 – Roma, 17 gennaio 1977) è stata una pilota automobilistica italiana nota soprattutto per essere stata la prima in Italia e la prima in assoluto a correre le Mille Miglia (Brescia-Roma andata-e-ritorno), la Targa Florio (presso le montagne del Palermitano) e ad aver tentato di qualificarsi per le 500 Miglia di Indianapolis, negli Stati Uniti d'America (senza però riuscirci). Ha guidato Alfa Romeo e Maserati, tuttavia gli appassionati di automobilismo, perlopiù, la associano alla statunitense Packard 299 del 1919 (la quale, come si usava, non aveva freni anteriori).
È stata una personalità del femminismo italiano dell'epoca. 
La chiamavano "Baronessa", anche se non era certo di famiglia benestante. Di una certa notorietà godettero le vicende familiari e sentimentali: ha infatti intrattenuto corrispondenza col D'Annunzio (al quale, tra l'altro, uccise l'amata tartaruga "Cheli"); era zia del regista Roberto Rossellini e parente acquisita di Luchino Visconti (che contribuì a salvare, nel 1944, dall'arresto forzato da parte della banda Koch).
Durante la Seconda guerra mondiale ha salvato, tenendoli nascosti, alcuni ebrei dall'Olocausto. Successivamente, a 67 anni, si è recata in jeep al confine austro-ungherese per accogliere i profughi della Rivolta di Budapest (1956).
È autrice dell'autobiografia La mia vita a 100 all'ora (non sempre storicamente attendibile).

## Biografia

### Famiglia
Maria Antonietta Bellan nasce a Porto Viro (all'epoca "Contarina"), nel Polesine (ovvero in provincia di Rovigo), da ricchi proprietari veneti. Si racconta che a 13 anni (1902) abbia rubato l'automobile del padre, Giuseppe Bellan, e accidentalmente investito il sindaco. Leggende a parte, pare che effettivamente il padre la incoraggiasse a guidare (e così poi anche il marito). Il padre, in particolare, le avrebbe insegnato a guidare su un triciclo De Dion-Bouton, di fabbricazione francese.
Nonostante la leggenda la voglia baronessa, non lo era: non lo erano infatti i genitori, né il marito, Eustachio Avanzo (del quale, come usava, prenderà il cognome dopo il matrimonio, nel 1908). Sua sorella Elettra sarebbe diventata madre del regista Roberto Rossellini (il quale pare abbia ereditato dalla zia la passione per le automobili).
Una volta sposata, si trasferisce a Roma e ha due figli.

### Il successo: Brescia, Fano, Garda
Disputa la sua prima gara nel settembre del 1920 (a 31 anni): è il Circuito del Lazio di regolarità e la disputa a bordo di una Spa 35/50 HP, non riesce a concluderla a causa di un guasto tecnico. Nel settembre del 1921 al Gran Premio Gentleman, svoltosi sul circuito di Montichiari, ottiene il miglior risultato della sua carriera: terza assoluta a bordo di una Alfa Romeo 20/30 ES. Antonio Ascari e il giovane Enzo Ferrari ne rimangono impressionati.
Per la prima volta all'estero, sulle spiagge dell'isola di Fanø (Danimarca sud-occidentale), nel luglio del 1921 partecipa alle prove di velocità sulla Packard 299; si distingue, in particolare, per l'efficace gestione della situazione critica: la Packard, infatti, prende fuoco e l'Avanzo, prontamente, abbandona le dune sabbiose e si fionda nel mare.
È, con la sua Ansaldo 4CS, riserva in squadra del celebre Tazio Nuvolari. Arriva settima al Circuito del Garda nel maggio del 1921 (terza nella sua categoria). È allora che approfondisce la conoscenza del D'Annunzio, col quale rimarrà in contatto fino al 1936 (senza mai concederglisi, pare). L'Avanzo causerà la morte della tartaruga del Vate (le avrebbe dato accidentalmente delle tuberose); quest'ultimo l'amava tanto da chiedere all'argentiere Renato Brozzi di ricavargli un soprammobile dalla carcassa.

### L'Australia
Nel 1922 (a due anni di distanza) disputa nuovamente la Targa Florio, stavolta su un'Alfa; tuttavia, deve ritirarsi per la seconda volta. Segue una pausa dalle corse: a 34 anni (1923), infatti, per dissapori familiari, l'Avanzo pianta il marito e si trasferisce con i due figli in Australia, dove, pare, non partecipa a vere e proprie gare (bensì ad esibizioni) ed è contesa da diversi amanti.
Cerca successo negli affari.
Nel 1926, tuttavia, ritorna in Europa e, pare, partecipa alla Coppa della Perugina in quello stesso anno. Nel 1928 partecipa, assieme al brasiliano Manuel de Teffé, alla sua prima Mille Miglia (a 39 anni) alla guida di una leggendaria Chrysler 70; ancora una volta,
deve ritirarsi a causa di un guasto tecnico (e così, di nuovo, nel 1929, quando guidava un'Alfa Romeo 6C 1750 SS con Carlo Bruno; e ancora la terza volta, alla guida della francese Bugatti T43, con Carlo Castelbarco).
Sull'Alfa Romeo 6C 1750 SS, invece, nell'ottobre del 1931 arriva terza assoluta alla Coppa Pierazzi.
Del 1932 è la sua ultima Mille Miglia, stavolta in Scuderia Ferrari (e in squadra con Francesco Severi), di nuovo però sull'Alfa Romeo 6C. Neanche stavolta riescono a concludere la corsa.

### Indianapolis e Tobruch-Tripoli
Sempre nel 1932 (ovvero a 43 anni), arriva ad Indianapolis su invito di Raffaele De Palma (pugliese naturalizzato statunitense, oggi conosciuto semplicemente come "Ralph" dal 1920): le aveva infatti proposto di guidare la sua Miller Special nei test pre-gara.
Tuttavia, l'Avanzo non se la cava bene: forse perché disabituatasi alle auto americane, non brilla e vede così svanire il sogno di partecipare alle 500 Miglia (sarebbe stata la prima donna a farlo).
Pare che nel 1933 abbia partecipato alla Targa Abruzzi; sicuramente, nel 1938 (a 49 anni), partecipa alla Targa Florio su una Stanguellini Fiat 1500 (anche se non sappiamo l'esito) e, nel 1939, alla guida di una FIAT 1100 corre da Tobruch a Tripoli (in Libia. Arriva sesta, ovvero davanti alla rivale Lia Comirato Dumas (altre sue rivali sono state Jole Venturi, Corinna Braccialini, Anna Maria Peduzzi e Dorina Colonna).
Nel 1940 (a 51 anni) s'iscrive alla Mille Miglia con Angelo Della Cella (sempre con una FIAT 1100), ma si ritirano prima della partenza.